# Johannes Praetorius
Johann Richter o Johannes Praetorius (de Acuerdó al Alemán Johannes Prätorius) (1537–27 de octubre de 1616) fue un matemático y astrónomo de Bohemia.

## Biografía

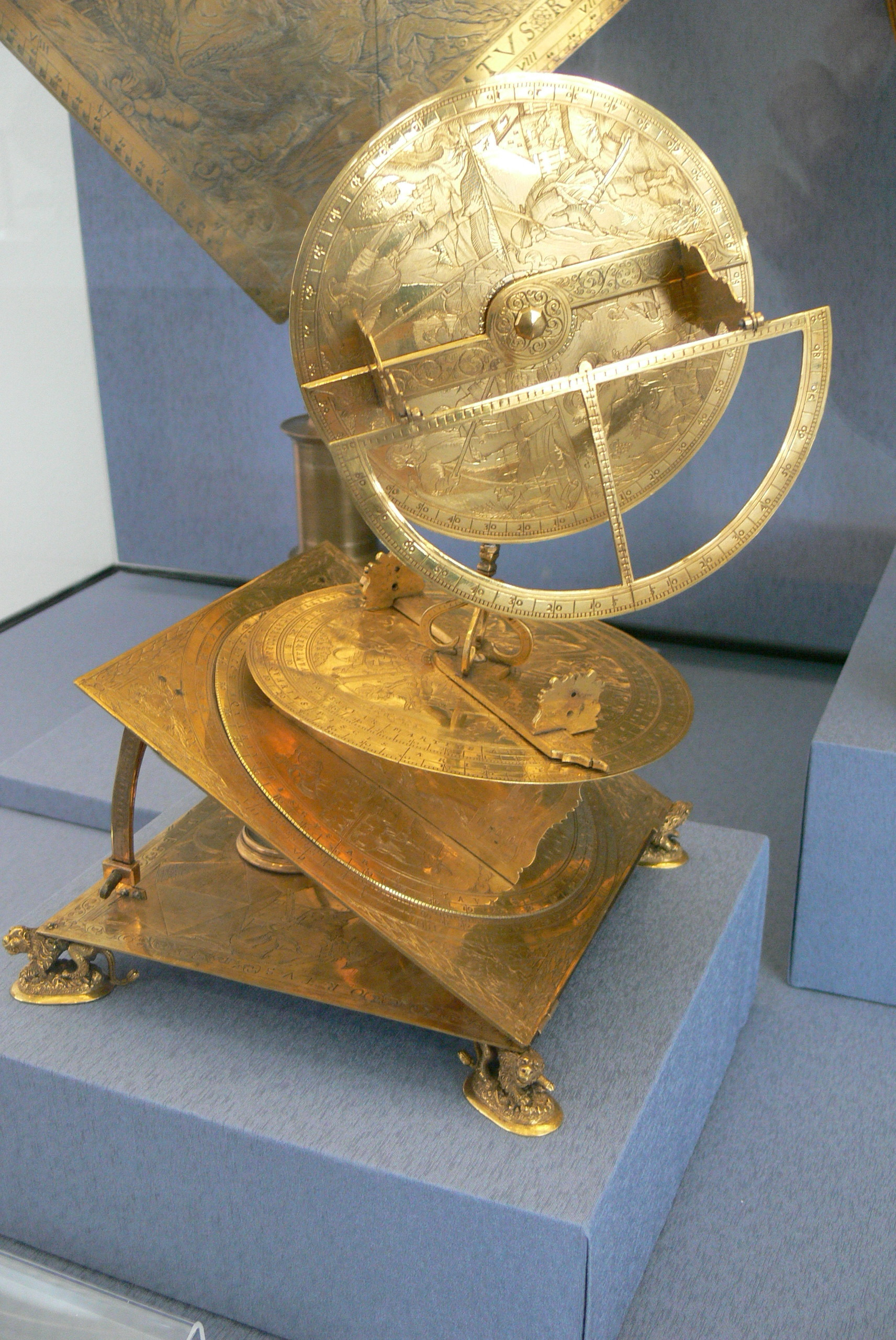
Torquetum de Praetorius.

Praetorius nació en Jáchymov, Bohemia. Estudió en la Universidad de Wittenberg desde 1657, y entre 1562 y 1569 vivió en Núremberg. Sus instrumentos astronómicos y matemáticos se conservan en el Museo Nacional Germano de  Núremberg. 
En 1571 fue nombrado Profesor de Matemáticas (astronomía) en Wittenberg donde conoció a Valentinus Otho y Joachim Rheticus. Murió en Altdorf bei Nürnberg, a los 79 años aproximadamente.
Inicialmente enseñó la teoría astronómica de Copérnico, como un medio de eliminar las molestas ecuantes de la teoría geocéntrica de Ptolomeo; más tarde propuso un sistema precursor del de Tycho Brahe.

## Obra
- De cometis, qui antea visi sunt, et de eo qui novissime mense Novembri apparuit, narratio 1578
- Problema, quod iubet ex quatuor rectis lineis datis quadrilaterum fieri, quod sit in circulo 1598